# Eworon-Wühlmaus
Die Eworon-Wühlmaus (Alexandromys evoronensis) ist ein in einem kleinen Gebiet im östlichen Russland verbreitetes Nagetier in der Unterfamilie der Wühlmäuse. Sie wurde längere Zeit in der Gattung Feldmäuse (Microtus) geführt. Vermutlich ist der nächste Verwandte die Burjatien-Wühlmaus (Alexandromys mujanensis).

## Merkmale
Dieses Nagetier ist ohne Schwanz 122 bis 157 mm lang, die Schwanzlänge liegt bei 40 bis 65 mm und das Gewicht bei 51 bis 91 g. Männchen sind allgemein etwas größer als Weibchen. Es sind 18 bis 22 mm lange Hinterfüße und 11 bis 15 mm lange Ohren vorhanden. Die Eworon-Wühlmaus hat dunkles graubraunes Fell auf der Oberseite und graues bis weißes Fell unterseits. Typisch am Schwanz ist eine dunkle Oberseite und eine helle Unterseite. Der diploide Chromosomensatz kann aus 38 oder 40 Chromosomen bestehen.

## Verbreitung und Lebensweise
Die Art ist nur aus einem Gebiet im zentralen Bereich der Region Chabarowsk am Amur bekannt. Sie bewohnt Grasflächen, die viele Kräuter und Flechten enthalten. Diese Wühlmaus kann auch in Feuchtgebieten mit verstreuten Sträuchern und Moosen angetroffen werden.
Die Nahrung besteht vorwiegend aus Reitgräsern, Schwaden (Glyceria), Pflanzen der Gattung Wiesenknopf (Sanguisorba) und Laichkrautgewächsen. Das Nest wird allgemein unter einem Grashügel oder einem Holzstück gegraben. In der Fortpflanzungszeit zwischen Mai und Juli können bei Weibchen drei Würfe vorkommen. In Gefangenschaft waren Weibchen 17 bis 20 Tage trächtig und nach der Geburt der Nachkommen dauerte es 18 bis 42 Tage bis zur nächsten Trächtigkeit. Ein Wurf enthält 3 bis 11 Neugeborene.

## Gefährdung
Vermutlich wirken sich neue Ackerflächen negativ aus. Die Größe der Population ist nicht bekannt. Vermutlich lebt die Eworon-Wühlmaus in einem 5.000 km² großen Gebiet. Die IUCN listet sie mit unzureichende Datenlage (data deficient).